# Otto Carius
Otto Carius (27. května 1922, Zweibrücken – 24. ledna 2015, Herschweiler-Pettersheim) byl německý voják, tankové eso a jeden z nejúspěšnějších velitelů tanku v druhé světové válce. Je mu připisováno více než 150 zničených nepřátelských tanků.

## Válečné nasazení
Otto Carius se narodil 27. května 1922 ve Zweibruckenu v jihozápadním Německu. Poté, co ukončil školní docházku, vypukla druhá světová válka a v květnu 1940 dobrovolně vstoupil do armády; byl přidělen do 104. pěšího záložního praporu. Po výcviku byl přidělen k 21. tankovému pluku a během operace Barbarossa v červnu 1941 prožil svoji první bitvu jako nabíječ v tanku Pzkpfw 38. Po roce válečné zkušenosti na Východní frontě byl Carius přijat do kursu důstojnických kandidátů a po jeho ukončení byl v dubnu 1943 přidělen k 502. těžkému tankovému praporu.
V červnu 1943, už v hodnosti poručíka, velel četě těžkých tanků u 502. praporu, prvního praporu, který byl vyzbrojen tanky Tiger. V letech 1943 a 1944 sloužil v severní části východní fronty.
Dne 22. července 1944 nadporučík Carius, již jako velitel roty, postupoval se svou rotou 8 Tigerů směrem k vesnici Malinava (severní předměstí Dunaburgu) s rozkazem zastavit ruský postup. Spolu s Albertem Kerscherem si vzali Kubelwagen, aby ověřili, jestli je už vesnice okupována Rusy, a zjistili, že ano. Carius poznal, že ruské tanky ve vesnici jsou pouze čelo útoku, a že čekají na příjezd hlavních sil. Rozhodl se, že znovu získá vesnici před příjezdem posil. Vrátil se k rotě, aby vysvětlil svůj plán na dobytí vesnice. Rozhodl se, že pro útok na vesnici použije jen dva Tigery, protože zde byla jen jedna cesta vedoucí do vesnice a útok všech jeho Tigerů by mohl být nebezpečný. Šest Tigerů zůstalo v záloze, když se jeho a Kerscherovy tanky tohoto typu přesouvaly směrem k vesnici Malinava. Rychlost byla základem Cariovy strategie a byla rozhodující při zmatení Rusů a znehybnění jejich tanků. Když se Cariův Tiger č.217 přesouval do vesnice, dva tanky T-34/85 právě otáčely své věže. V tu chvíli na ně vystřelil Kerscherův Tiger č.213, který sledoval Caria ve vzdálenosti asi 150 m, a zničil je. Stejně jako poprvé, Carius zaútočil na ruský nejnovější těžký tank IS-1 (možná IS-2). Jejich silueta byla trochu podobná německému Königstigeru (známý jako Tiger II, v němčině název znamená "tygr bengálský") a Carius byl zpočátku zmatený, ale po chvilce váhání vypálil a IS-1 začal hořet. Později Carius vypověděl, že celá bitva netrvala víc než 20 minut. Během krátké chvíle Carius a Kerscher vyřadili 17 ruských tanků včetně nových IS-1. Ačkoliv byli Rusové při útoku překvapeni, Cariovo rychlé a přesné posouzení situace a výborně použitá taktika byly hlavními faktory výsledku bitvy. Cariův úspěch v Malinavě je srovnatelný s Wittmanovým u Villers-Bocage.
O dva dny později při průzkumu terénu byl Carius těžce raněn a tím skončilo jeho působení na východní frontě.
Na počátku roku 1945 byl Carius přeložen na západní frontu k formující se jednotce těžkých stíhačů tanků Jagdtiger a v dubnu 1945 padl do amerického zajetí.

## Život po válce
Po válce Carius vystudoval farmacii a otevřel si lékárnu. V roce 1960 vydal knihu svých válečných vzpomínek pod názvem Tiger v bažině. Kniha se stala mezi Němci velmi populární, mimo jiné i proto, že její autor se snažil „očištit“ pověst vojáků Wehrmachtu a válku proti SSSR obhajoval jako obrannou válku proti komunismu. Kniha se dočkala šesti vydání, byla přeložena do angličtiny a slavný japonský kreslíř Mijazaki podle ní nakreslil komiks Otto Carius: Tigers covered with mud.